# Kommission „Kampfkunst und Kampfsport“
Die Kommission „Kampfkunst und Kampfsport“ ist eine Kommission der Deutschen Vereinigung für Sportwissenschaft (dvs) e. V., die sich problemorientiert mit Fragestellungen der Handlungsfelder Kampfkunst und Kampfsport befasst und in regelmäßigen Abständen Tagungen zu „Kampfkunst und Kampfsport in Forschung und Lehre“ veranstaltet.

## Entstehung
Die Kommission „Kampfkunst und Kampfsport“ der Deutschen Vereinigung für Sportwissenschaft wurde 2010 von Peter Kuhn und Harald Lange initiiert. Anlässlich des 21. dvs-Hochschultags in Halle (Saale) stimmte die Hauptversammlung der dvs am 21. September 2012 dem Antrag auf Gründung einer dvs-Kommission „Kampfkunst und Kampfsport“ mit einem Ergebnis von 131 Ja-Stimmen, 18 Enthaltungen und 0 Gegenstimmen zu. Die Kommission „Kampfkunst und Kampfsport“ befand sich laut dvs-Satzung § 3 (1) bis zur Hauptversammlung 2013 in Gründung (i. G.) und wurde am 25. September 2013 in Konstanz ohne Gegenstimmen bei drei Enthaltungen offiziell eingesetzt.

## Hintergrund
Die Gründung der dvs-Kommission „Kampfkunst und Kampfsport“ leitet sich aus der Tatsache ab, dass in Deutschland seit der Wende vom 19. zum 20. Jahrhundert aus zum Teil sehr alten Wurzeln ein hochdifferenziertes Handlungsfeld „Kampfkunst und Kampfsport“ entstanden ist, dessen gesellschaftliche Relevanz innerhalb der nationalen Sportwissenschaft allerdings nur in Ansätzen erkannt, systematisch erforscht und begleitet worden ist.
Neben den im Deutschen Olympischen Sportbund (DOSB) organisierten Sportarten Aikidō, Bogenschießen, Boxen, Fechten, Judo, Ju-Jutsu, Karate, Ringen und Taekwondo mit ihren etwa 550.000 Mitgliedern zeigt sich ein Spektrum, das vom Taijiquan bis zum Mixed Martial Arts (MMA) reicht. Den Kampfkünsten und Kampfsportarten werden verschiedenste, zum Teil sogar esoterische Wirkungen zugesprochen und sie werden u. a. aus sportlichen, wirtschaftlichen und gesundheitspolitischen Gesichtspunkten konzipiert, betrieben und nachgefragt. Der Bewegungsbereich „Kampfkunst und Kampfsport“ umfasst weltweit Millionen von Menschen und wird bislang von den formalen Organisations- und Wissenschaftsstrukturen des Sports nur ausschnitthaft erfasst.

## Aufgaben
Die dvs-Kommission „Kampfkunst und Kampfsport“ verfolgt das Ziel, das Handlungs- und Bewegungsfeld „Kampfkunst und Kampfsport“ in seiner ganzen sportwissenschaftlichen Breite systematisch zu erfassen und zu bearbeiten. Auf organisationaler Ebene ist ihre Arbeit daher tridimensional angelegt:
- Zusammenarbeit mit dvs-Sektionen und Fachleuten aus der Biomechanik, Sportgeschichte, Sportinformatik, Sportmedizin, Sportmotorik, Sportökonomie, Sportpädagogik, Sportphilosophie, Sportpsychologie, Sportsoziologie und Trainingswissenschaft
- Zusammenarbeit mit dvs-Kommissionen und Fachleuten v. a. aus der Sportgesundheit sowie der Geschlechterforschung
- Vernetzung mit nationalen und internationalen Wissenschaftlern, Kampfsportlern und Journalisten, u. a. dem Martial Arts Studies Research Network, der International Martial Arts and Combat Sports Scientific Society, den Archives of Budo und das Revista de Artes Marciales Asiáticas.

Bis dato haben sich verschiedene Forschungsschwerpunkte um folgende Themen etabliert:
- Leistungserbringung in den Wettkampfsportarten: Trainingssteuerung, Bewegungsoptimierung, psychophysische Belastungen, Wettkampfstrategien, Betreuungskonzepte, sportmedizinische & bewegungswissenschaftliche Forschungszugänge.
- Aktivitätswirkungen in physiologischer bzw. psychosozialer Sicht: Einfluss von Tätigkeiten auf gesundheitsförderliche Momente, Wirkungsforschung bez. sozialerzieherischer Potentiale und Einflüssen auf die Persönlichkeitsentwicklung. Sportmedizinische, trainingswissenschaftliche und psychologische Forschungszugänge.
- Grundlagenforschung: Beschreibung des heterogenen Feldes, Erfassung bisheriger Erkenntnislage und auch Nachvollzug deskriptiver Parameter wie z. B. Beteiligungsmotive von Aktiven, demographische Merkmale. Sozialwissenschaftliche Forschungszugänge.
- Wandel bewegungskultureller Momente: Ursprung und Entwicklung von Stilen, Sportformen und Praktiken, Wechselwirkungen mit ideologischen Strömungen und gesellschaftlichem Wandel, Strukturbildung und Institutionalisierung im Feld, kommerzielle Aktivitäten und mediale Inszenierungen, Diskurslinien und Momente der (Selbst-)Transformation, eher soziologische und kulturwissenschaftliche Forschungszugänge.
- Gestaltungsaspekte von Vermittlungskontexten: Sportpädagogische Forschung, die sich in erster Linie um Fragen zur Entwicklungsförderung sowie Didaktisierung für den Sportunterricht in der Schule bemüht und Handlungskonzepte im Rahmen des Selbst- und Fremdschutzes. Juristische, philosophische, pädagogisch-didaktische und psychologische Forschungszugänge.

## Tagungen
Die dvs-Kommission „Kampfkunst und Kampfsport“ fördert den sportwissenschaftlichen Austausch, indem sie zusammen mit sportwissenschaftlichen Instituten und Einrichtungen in zurzeit jährlichen Abständen Tagungen zu „Kampfkunst und Kampfsport in Forschung und Lehre“ veranstaltet.
- 2011: Universität Bayreuth
- 2012: Universität Hamburg
- 2013: Friedrich-Alexander-Universität Erlangen-Nürnberg
- 2014: Pädagogische Hochschule Ludwigsburg
- 2015: Johannes Gutenberg-Universität Mainz
- 2016: Deutsche Sporthochschule Köln

Eine Übersicht sowie Hintergrundinformationen zu den stattgefundenen und geplanten Tagungen finden sich auf der Kommissionshomepage.
An den Tagungen werden von einem wissenschaftlichen Komitee im Vorfeld begutachtete und ausgewählte Beiträge in unterschiedlichen Formaten präsentiert (z. B. Poster-Präsentationen, Kurz-Vorträge, Knowledge-Café oder Praxis-Workshops). Darüber hinaus finden Hauptvorträge von geladenen Experten aus Wissenschaft und Praxis statt. Alle Beiträge werden in der Regel in Tagungsbänden verschriftlicht und veröffentlicht.